# Chelicerca rondonia
Chelicerca rondonia är en insektsart som beskrevs av Ross 2003. Chelicerca rondonia ingår i släktet Chelicerca och familjen Anisembiidae. Inga underarter finns listade i Catalogue of Life.